# Eje Thelin
Eilert Ove „Eje” Thelin (ur. 9 września 1938 w Jönköping, zm. 18 maja 1990) – szwedzki puzonista jazzowy.

## Życiorys
Chociaż zaczynał karierę muzyczną w zespołach dixielandowych, szybko skierował się w stronę jazzu nowoczesnego. W latach 1958–1959 grał z amerykańskim perkusistą Joe Harrisem. Prowadził własną grupę w latach 1961-1965. Występował m.in. z George'em Russellem. Wykładał w Wyższej Szkole Muzycznej w Grazu między 1967 a 1972, współpracując muzycznie z Joachimem Kühnem i grając free jazz. Później powrócił do Szwecji.
Współpracował z takimi muzykami, jak John Surman, Roy Brooks, Palle Danielsson, Kenny Wheeler, Evan Parker i Graham Collier.

## Wybrana dyskografia

### Jako leader
- 1964 So Far
- 1965 Eje Thelin at the German Jazz Festival
- 1966 Eje Thelin with Barney Wilen
- 1970 Acoustic Space
- 1974 Eje Thelin Group
- 1983 Polyglot
- 1986 Live at Nefertiti

### Jako sideman
z Donem Cherrym
- 1972 Eternal Rhythm

z Clarinet Summit
- 1980 You Better Fly Away

z Bennym Golsonem
- 1974 Stockholm Sojourn

z Krzysztofem Komedą
- 1963 Ballet Etudes[1]

z Jimmym Witherspoonem
- 1964 Some of My Best Friends Are the Blues

z Kennym Wheelerem
- 1979 Around 6